# Кумпанство
Кумпанство (фр. compagnie, нем. Kumpan) — товарищество, добровольно составленное из землевладельцев для отбывания повинности постройки кораблей армейского флота в России в конце XVII века.
Помимо постройки кораблей кумпанствам вменялось их полное снаряжение. Позднее использовалось в более общем случае — как любое промышленное или торговое товарищество или объединение.
В истории России создание кумпанств было инициировано Петром I для постройки кораблей Азовского флота. Кумпанства создавались как светскими, так и церковными землевладельцами.
В период с 1696 года по 1697 год было создано несколько десятков кумпанств, из них около половины принадлежало церкви. Все они подчинялись Адмиралтейскому приказу. Для кумпанств был организован наём иностранных корабельных мастеров, выписываемых из ведущей морской державы того периода времени, Голландии.
В течение нескольких лет кумпанства смогли спустить с верфей несколько десятков кораблей. Однако постепенно Пётр I приходил к мысли о малой эффективности кумпанского метода строительства. В 1700 году кумпанства как особая форма кораблестроительных организаций были упразднены.

 прекращена была кораблестроительная деятельность кумпанств, оказавшаяся на практике весьма неудовлетворительною. Запутанность в делах и ссоры кумпанств между собою вызвали (1700 г. 20 апреля) указ об окончательном с ними расчете и об определении постоянной суммы на содержание флота. — Веселаго Ф. Ф. Краткая история Русского Флота.
 Вместо них был введён единый государственный налог «на починку тех кораблей и на покупку всяких корабельных припасов, и на дачу плотникам и кузнецам разным мастерам, столярам, матросам жалованных и кормовых денег».